# Толмачёв, Иван Николаевич

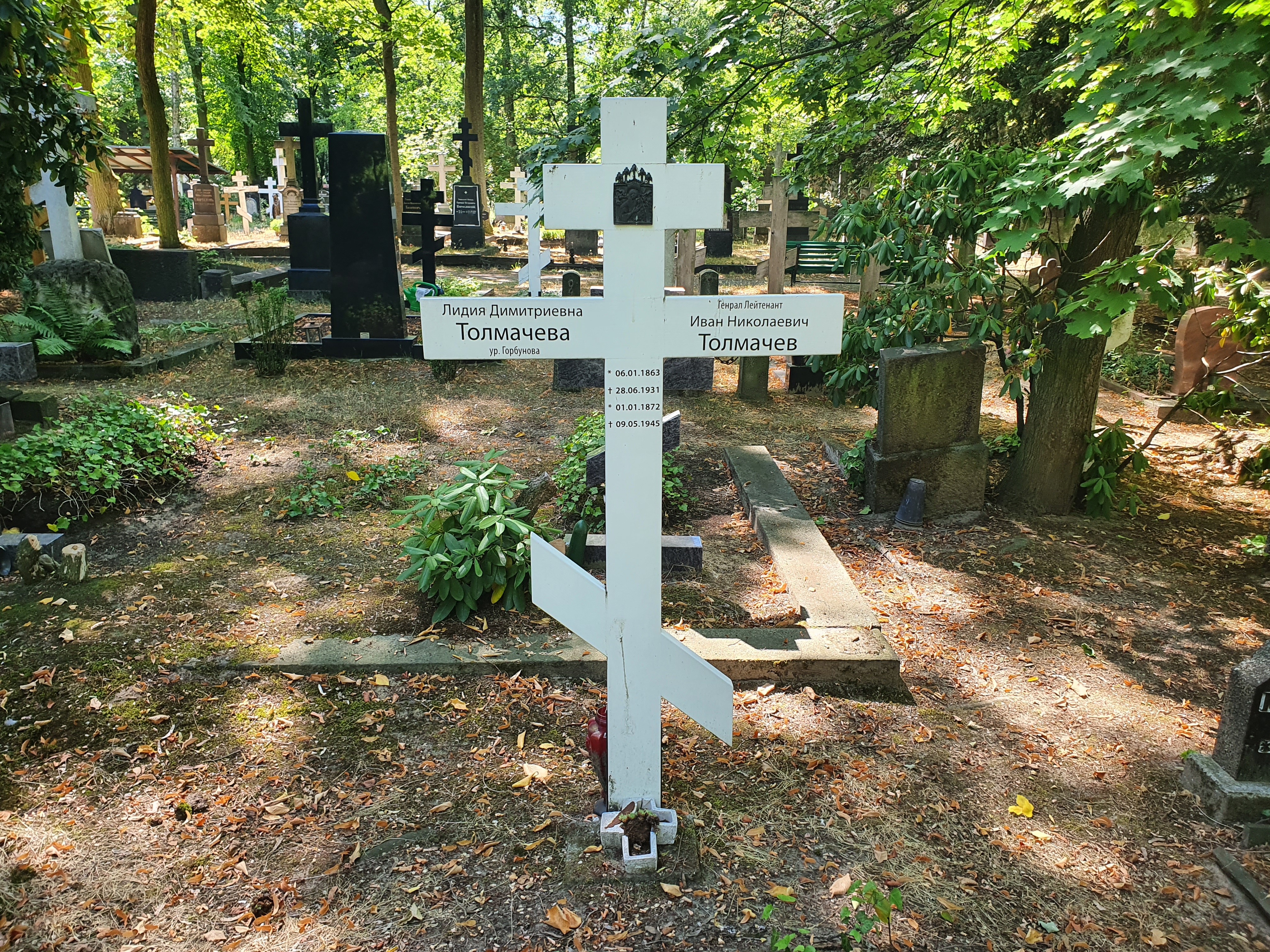
Могила на Православном кладбище Берлина

Ива́н Никола́евич Толмачёв (5 января 1861 — 28 июня 1931 или 28 июня 1932, Берлин) — одесский градоначальник в 1907—1911 годах, генерал-лейтенант.

## Биография
Из дворян Калужской губернии.
Окончил Орловский кадетский корпус (1879) и Михайловское артиллерийское училище (1882), откуда был выпущен подпоручиком в 3-ю гвардейскую артиллерийскую бригаду.
Чины: прапорщик гвардейской артиллерии (1883), подпоручик (1884), поручик (1886), штабс-капитан (1889), капитан (1889), подполковник (1894), полковник (1898), генерал-майор (1907), генерал-лейтенант (1911).
Командовал ротой (13 месяцев) и батальоном (4 месяца) 3-й гвардейской артиллерийской бригады.
В 1889 году окончил Николаевскую академию Генерального штаба по 1-му разряду. Затем состоял старшим адъютантом штаба 31-й пехотной дивизии (1889—1890), помощником старшего адъютанта штаба Киевского военного округа (1890—1894) и, наконец, старшим адъютантом штаба Киевского ВО (1894—1900).
22 февраля 1900 года назначен и.д. начальника штаба 2-й Сводной казачьей дивизии, 25 мая того же года переведен и.д. начальника штаба 9-й кавалерийской дивизии, а 1 января 1902 года утвержден в должности. В 1902—1904 годах был прикомандирован к штабу Киевского ВО для работ по составлению описания округа. Автор научного труда, посвященного военно-стратегическому описанию Полесья.
С 7 февраля 1904 по 30 июня 1907 года командовал 132-м Бендерским пехотным полком, направленным на Кавказ (Озургети), принимал участие в подавлении Гурийской республики. Затем состоял окружным дежурным генералом штаба Кавказского военного округа (июнь—октябрь 1907) и начальником штаба 16-го армейского корпуса (октябрь—декабрь 1907). 
2 декабря 1907 года, за заслуги по подавлению революции, был назначен Одесским градоначальником. Покровительствовал право-монархическим организациям города, в частности Одесскому отделу Союза русских людей. 4 ноября 1911 года был уволен от службы по болезни с производством в генерал-лейтенанты.
С началом Первой мировой войны, 11 сентября 1914 года вернулся на службу и был назначен командующим 1-й бригадой 70-й пехотной дивизии. 17 ноября 1914 был отчислен в резерв чинов при штабе Минского военного округа. С 6 марта 1915 состоял и.д. генерала для поручений при Главном начальнике снабжений армий Юго-Западного фронта. 18 ноября 1917 года был уволен от службы за болезнью с мундиром и пенсией.
В эмиграции в Германии. Умер в 1931 году в Берлине. Похоронен на кладбище Тегель.

## Семья
Супруга генерала, Лидия Дмитриевна Толмачёва (урождённая Горбунова, 1883-1945) возглавляла Киевское общество содействия академической жизни.

## В литературе
Упоминается в рассказе Шолом-Алейхема «Шестьдесят шесть» из цикла «Железнодорожные рассказы».

## Награды
- Орден Святого Станислава 3-й ст. (1891)
- Орден Святой Анны 3-й ст. (1894)
- Орден Святого Станислава 2-й ст. (1896)
- Орден Святой Анны 2-й ст. (1902)
- Орден Святого Владимира 3-й ст. (ВП 6.12.1908)
- мечи к ордену Святого Владимира 3-й ст. (ВП 18.03.1915)
- Орден Святого Станислава 1-й ст. (ВП 08.1915)
- Орден Святой Анны 1-й ст. (22.10.1915)